# Aleksandr Radulov
Aleksandr Valerjevitj Radulov, född 5 juli 1986 i Nizjnij Tagil, är en rysk professionell ishockeyspelare som spelar för Dallas Stars i NHL. Han har tidigare spelat för Montreal Canadiens och Nashville Predators i NHL.

## Klubblagskarriär

### Debut i NHL och kontraktsbrott
Radulov skrev på ett treårskontrakt med Nashville Predators och debuterade i NHL säsongen 2006–07. Efter två säsonger i NHL skrev han 11 juli 2008 på ett fyraårskontrakt med Salavat Julajev Ufa i KHL inför säsongen 2008–09 trots att han hade ett år kvar på sitt kontrakt med Predators, vilket gjorde att både Predators och IIHF stängde av Radulov för kontraktsbrott. Han hävdade att han fick bättre villkor i Ryssland och fullförde flytten inför säsongen 2008–09.

### Kort sejour i NHL, ny avstängning och tillbaka till Ryssland
Efter fyra år i KHL kom Radulov i slutet av säsongen 2011–12 tillbaka till NHL och Nashville Predators, men spelade bara 9 matcher innan klubben stängde av honom än en gång efter att han tillsammans med klubbkompisen Andrei Kostitsyn hade setts på en bar i Scottsdale, Arizona, kl. 05.00 på morgonen dagen innan match 2 i andra rundan mot Arizona Coyotes.
Den 6 juni 2012 meddelade Predators att de inte avsåg förlänga Radulovs kontrakt. Med det blev han en unrestricted free agent och återvände till Ryssland där han 2 juli skrev på ett fyraårskontrakt med CSKA Moskva i KHL.

### Återvändo till NHL

#### Montreal Canadiens
Länge ansedd som den bästa spelaren i världen som inte spelade i NHL, återvände han efter fyra nya år i KHL en tredje gång till NHL och skrev som unrestricted free agent på ett ettårskontrakt med Montreal Canadiens 1 juli 2016.

#### Dallas Stars
Efter en lyckad säsong i Montreal med 18 mål, 36 assist och 54 poäng på 76 matcher, skrev han på ett femårskontrakt värt 31,25 miljoner dollar med Dallas Stars 3 juli 2017.

## Statistik

### Klubblagskarriär
| 2003–04    | Dynamo Moskva       | RSL          | 1   | 0   | 0   | 0   | 2   | —  | —  | —  | —  | —   |
| 2004–05    | Remparts de Québec  | LHJMQ        | 65  | 32  | 43  | 75  | 64  | 13 | 6  | 5  | 11 | 15  |
| 2005–06    | Remparts de Québec  | LHJMQ        | 62  | 61  | 91  | 152 | 101 | 23 | 21 | 34 | 55 | 30  |
| 2005–06    | Remparts de Québec  | Memorial Cup | —   | —   | —   | —   | —   | 4  | 5  | 4  | 9  | 6   |
| 2006–07    | Milwaukee Admirals  | AHL          | 11  | 6   | 12  | 18  | 26  | —  | —  | —  | —  | —   |
| 2006–07    | Nashville Predators | NHL          | 64  | 18  | 19  | 37  | 26  | 4  | 3  | 1  | 4  | 19  |
| 2007–08    | Nashville Predators | NHL          | 81  | 26  | 32  | 58  | 44  | 6  | 2  | 2  | 4  | 6   |
| 2008–09    | Salavat Julajev Ufa | KHL          | 52  | 22  | 26  | 48  | 92  | 4  | 0  | 2  | 2  | 4   |
| 2009–10    | Salavat Julajev Ufa | KHL          | 54  | 24  | 39  | 63  | 62  | 16 | 8  | 11 | 19 | 10  |
| 2010–11    | Salavat Julajev Ufa | KHL          | 54  | 20  | 60  | 80  | 83  | 21 | 3  | 15 | 18 | 42  |
| 2011–12    | Salavat Julajev Ufa | KHL          | 50  | 25  | 38  | 63  | 64  | 6  | 0  | 6  | 6  | 2   |
| 2011–12    | Nashville Predators | NHL          | 9   | 3   | 4   | 7   | 4   | 8  | 1  | 5  | 6  | 4   |
| 2012–13    | CSKA Moskva         | KHL          | 48  | 22  | 46  | 68  | 86  | 9  | 1  | 6  | 7  | 0   |
| 2013–14    | CSKA Moskva         | KHL          | 34  | 9   | 25  | 34  | 75  | —  | —  | —  | —  | —   |
| 2014–15    | CSKA Moskva         | KHL          | 46  | 24  | 47  | 71  | 143 | 16 | 8  | 13 | 21 | 20  |
| 2015–16    | CSKA Moskva         | KHL          | 53  | 23  | 42  | 65  | 73  | 20 | 4  | 12 | 16 | 26  |
| 2016–17    | Montreal Canadiens  | NHL          | 76  | 18  | 36  | 54  | 62  | 6  | 2  | 5  | 7  | 6   |
| 2017–18    | Dallas Stars        | NHL          | 82  | 27  | 45  | 72  | 72  | —  | —  | —  | —  | —   |
| NHL totalt | NHL totalt          | NHL totalt   | 312 | 92  | 136 | 228 | 208 | 24 | 8  | 13 | 21 | 35  |
| KHL totalt | KHL totalt          | KHL totalt   | 391 | 169 | 323 | 492 | 678 | 92 | 24 | 65 | 89 | 104 |

### Landslagskarriär
| År            | Lag           | Turnering     |               | Matcher | Mål | Assist | Poäng | Utv |
| ------------- | ------------- | ------------- | ------------- | ------- | --- | ------ | ----- | --- |
| 2004          | Ryssland      | U18-VM        | 6             | 2       | 5   | 7      | 2     |     |
| 2005          | Ryssland      | JVM           | 6             | 2       | 1   | 3      | 4     |     |
| 2006          | Ryssland      | JVM           | 6             | 1       | 3   | 4      | 4     |     |
| Junior totalt | Junior totalt | Junior totalt | Junior totalt | 18      | 5   | 9      | 14    | 10  |
| 2007          | Ryssland      | VM            | 9             | 2       | 0   | 2      | 6     |     |
| 2008          | Ryssland      | VM            | 6             | 0       | 3   | 3      | 2     |     |
| 2009          | Ryssland      | VM            | 9             | 4       | 6   | 10     | 10    |     |
| 2010          | Ryssland      | OS            | 4             | 1       | 1   | 2      | 4     |     |
| 2011          | Ryssland      | VM            | 9             | 2       | 5   | 7      | 6     |     |
| 2013          | Ryssland      | VM            | 8             | 5       | 5   | 10     | 4     |     |
| 2014          | Ryssland      | OS            | 5             | 3       | 3   | 6      | 4     |     |
| Senior totalt | Senior totalt | Senior totalt | Senior totalt | 50      | 17  | 23     | 40    | 36  |

## Meriter

### NHL
- Uttagen till NHL:s YoungStars-match 2006–07

### KHL
- Uttagen till KHL:s All-Star-match 2008–09
- MVP 2010, 2011, 2012, 2015
- Gagarin Cup-mästare 2011
- Kontinental Cup-vinnare 2009, 2010, 2015, 2016

### Landslagskarriär
- U18-VM-guld 2004
- U20-VM-silver 2005, 2006
- VM-brons 2007
- VM-guld 2008, 2009

### CHL
- Årets spelare i Canadian Hockey League 2006
- Årets målgörare 2006
- Memorial Cup – 2006
- MVP i Memorial Cup 2006

### QMJHL
- Uttagen till QMJHL Rookie All-Star Team 2004–05
- MVP i QMJHL 2005–06
- Uttagen i QMJHL:s First All-Star Team 2005–06
- Poängkung i QMJHL 2005–06